# Pontius Vela von Cabrera

Wappen des Hauses Cabrera

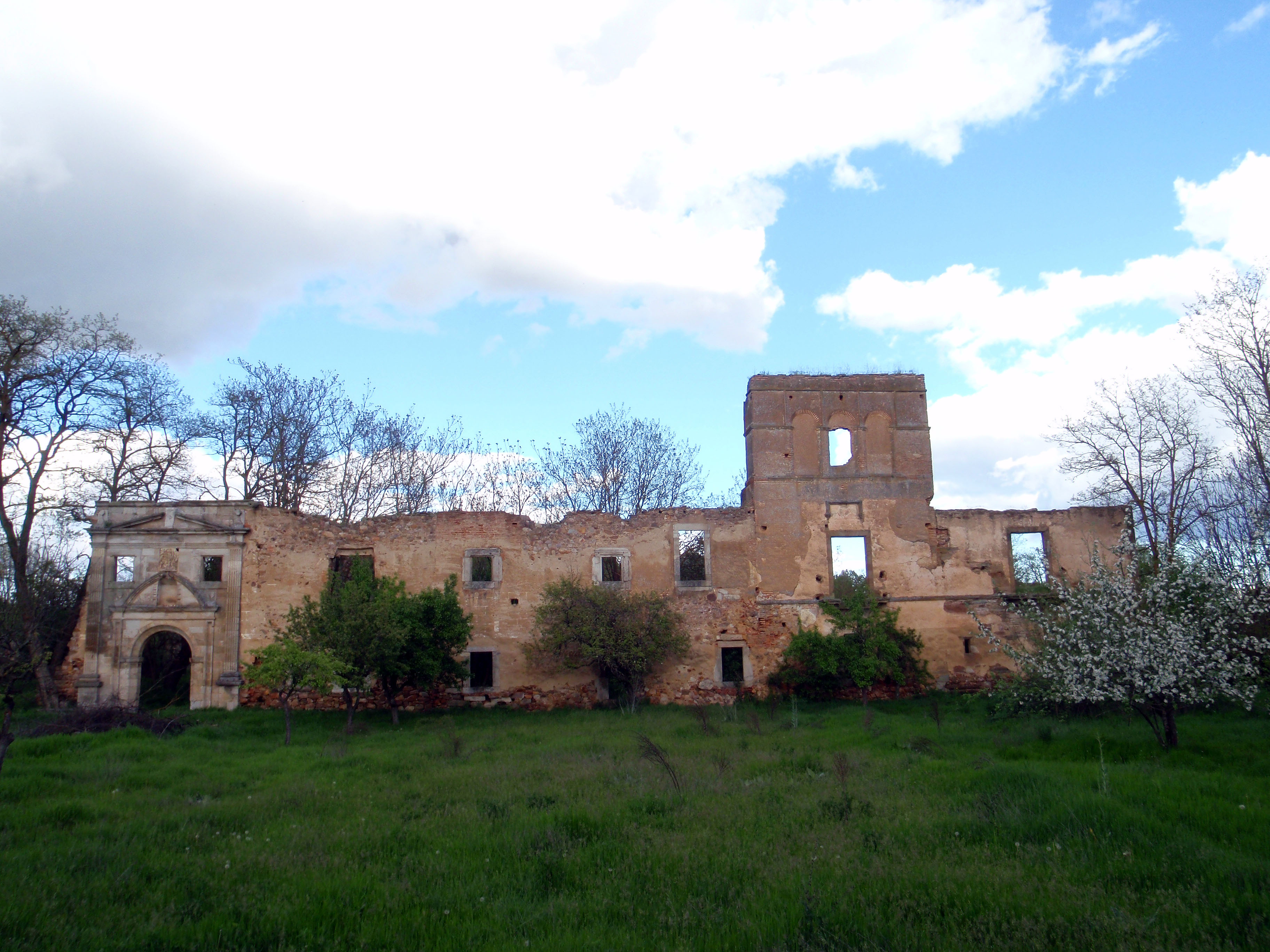
Ruine des Zisterzienserklosters Santa María de Nogales in San Esteban

Graf Pontius Vela von Cabrera, auch Ponce Vela de Cabrera oder Ponce Vélaz de Cabrera († 24. September 1202) war ein Adliger im Königreich León, der eine wichtige Rolle während der Herrschaft König Alfons IX. spielte.

## Leben
Pontius Vela von Cabrera wurde als Sohn des Grafen Vela Gutiérrez († 1160) und der Gräfin Sancha Pontius von Cabrera († 1176) geboren. Sein Großvater war Pontius Geraldus von Cabrera, ein hoher Beamter am Hofe des spanischen Kaisers Alfons VII. von León und Kastilien.
In königlichen Urkunden wurde er erstmals 1176 erwähnt. Er diente 1185/86 als Alférez des Königs. Während dieser Zeit wurde er zum Herren von Mansilla und weiterer Dörfer und Regionen ernannt, die von den mit ihm verwandten Grafen Suero Vermúdez und Pedro Alfonso regiert wurden. Darunter zählten Tineo und Babia, Gozón und Cabezón sowie Mayorga, Zamora und El Bierzo.
Pontius Vela von Cabrera stiftete ein Drittel des Dorfes Granucillo, das er von seinen Eltern geerbt hatte, an das von ihnen gegründete Zisterzienserkloster Santa María de Nogales in San Esteban, wo er nach seinem Tode am 24. September 1202 beigesetzt wurde.

## Familie
Graf Pontius Vela von Cabrera heiratete Teresa Rodríguez Girón, Tochter des Magnaten und Hauptverwalters des Königs, Rodrigo Gutiérrez Girón, und seiner ersten Ehefrau María de Guzmán. Zusammen hatten sie die Kinder:
- Juan Pontius von Cabrera
- Fernando Pontius von Cabrera
- Pedro Pontius von Cabrera

Durch die Verehelichung seines Sohnes Pedro Pontius von Cabrera mit der unehelichen Königstochter Aldonza Alfonso von León wurde eines der berühmtesten Adelshäuser des späteren Mittelalters, Pontius von León, gegründet, das über die Herzogtümer Arcos und Cádiz herrschte.